# 井坂洋子
井坂 洋子（いさか ようこ、1949年12月16日 - ）は、日本の詩人。小説家の山手樹一郎は祖父。小説家の井口朝生、国文学者の井口樹生は叔父にあたる。

## 来歴
東京生まれ。上智大学文学部国文科卒業後、1985年まで自由学園女子部に国語教師として勤務する。
1979年、十代の女子学生の視点から女性の性意識や身体性を表現した詩集『朝礼』を発表して注目を浴びる。以後、伊藤比呂美らとともに80年代の女性詩ムーブメントをリードし、女性詩のイメージを革新した。1983年『GIGI』でH氏賞受賞、1995年『地上がまんべんなく明るんで』で高見順賞受賞、2003年『箱入豹』で藤村記念歴程賞を受賞、2011年『嵐の前』で鮎川信夫賞受賞、2017年『七月のひと房』で現代詩花椿賞受賞。中原中也賞選考委員を務める。
2007年より佐々木安美、高橋千尋とともに詩誌『一個』を創刊。

## 受賞
- H氏賞（1983年）
- 高見順賞（1995年）
- 藤村記念歴程賞（2003年）
- 鮎川信夫賞（2011年）
- 現代詩花椿賞（2017年）

## 著書
- 『朝礼 詩集』紫陽社 1979
- 『Gigi 詩集』思潮社（叢書・女性詩の現在） 1982
- 『話は逆』気争社 1983
- 『愛の発生』思潮社 1984
- 『詩集 眠る青空』沖積舎（現代女流自選詩集叢書） 1984
- 『ことばはホウキ星 詩・ナイト&デイ』主婦の友社 1985、ちくま文庫 1990
- 『詩集 バイオリン族』思潮社 1987
- 『夜の展覧会』思潮社 1987
- 『井坂洋子詩集』思潮社・現代詩文庫 1988
- 『詩集 マーマレード・デイズ』思潮社 1990
- 『詩集 地に堕ちれば済む』（書き下し現代詩叢書）思潮社 1991
- 『理屈』荒川洋治共著 フレーベル館 1993
- 『詩集 地上がまんべんなく明るんで』思潮社 1994
- 『<詩>の誘惑』丸善ブックス 1995
- 『月のさかな』（ものがたりうむ）河出書房新社 1997
- 『永瀬清子』五柳書院 2000
- 『箱入豹』思潮社 2003
- 『続 井坂洋子詩集』思潮社・現代詩文庫 2008
- 『はじめの穴 終わりの口』幻戯書房 2010
- 『詩集 嵐の前』思潮社 2010
- 『詩の目 詩の耳』五柳書院 2013
- 『黒猫のひたい』幻戯書房 2014
- 『詩はあなたの隣にいる』筑摩書房 2015
- 『七月のひと房』栗売社分室 2017
- 『犀星の女ひと』五柳書院 2021